# Йозеф Гаухель
Йозеф "Юпп" Гаухель (нім. Josef "Jupp" Gauchel, 11 листопада 1916, Кобленц — 21 березня 1963, там само) — німецький футболіст, що грав на позиції нападника за клуб «Ноєндорф», а також національну збірну Німеччини.

## Клубна кар'єра
У футболі дебютував 1932 року виступами за команду «Ноєндорф», кольори якої і захищав протягом усієї своєї кар'єри гравця, що тривала цілих сімнадцять років. 

## Виступи за збірну
1936 року дебютував в офіційних матчах у складі національної збірної Німеччини. Протягом кар'єри у національній команді, яка тривала 7 років, провів у її формі 16 матчів, забивши 13 голів.
У складі збірної був учасником  футбольного турніру на Олімпійських іграх 1936 року у Берліні, чемпіонату світу 1938 року у Франції, де зіграв в першому матчі проти Швейцарії (1-1).
Помер 21 березня 1963 року на 47-му році життя у місті Кобленц.